# Адзитарово
Адзита́рово (баш. Атйетәр, тат. Атҗитәр) — село в Кармаскалинском районе Башкортостана. Административный центр Адзитаровского сельского поселения Кармаскалинского района Башкортостана.

## География
Расстояние до:
- районного центра (Кармаскалы): 36 км
- ближайшей ж/д станции (Чишмы): 35 км

## История
Деревня Адзитарово основана тептярями в 1735 году по договору на вотчинной земле башкир Уршак-Минской волости. После этого неоднократно селились другие группы татар (ясачный татарин Юлдаш Исмагилов купил землю у уршак-минцев по договорной записи 1739 года; в 1758 году поселились мишари и т. д.).
В прошлом — центр 1-го мишарского кантона Башкиро-мещеряцкого войска.
В «Списке населенных мест по сведениям 1870 года», изданном в 1877 году, населённый пункт упомянут как деревня Старая Адзитарова 1-го стана Стерлитамакского уезда Уфимской губернии. Располагалась при речке Уз-илге, по левую сторону Оренбургского почтового тракта из Стерлитамака в Уфу, в 80 верстах от уездного города Стерлитамака и в 40 верстах от становой квартиры в деревне Толбазы (Адиль-Муратова). В деревне, в 193 дворах жили 1182 человека (577 мужчин и 605 женщин, тептяри), были мечеть, училище. Жители занимались земледелием, скотоводством, лесным промыслом.

## Население
| 2002 | 2009 | 2010 |
| ---- | ---- | ---- |
| 693  | ↘492 | ↗499 |

Основное население — татары (79 %). Распространен западный диалект татарского языка.

## Религия
В селе есть мечеть.

## Известные люди
Один из самых известных жителей села — муфтий (председатель Оренбургского Магометанского духовного собрания) Мухаммеджан-хазрат Хусаинов, который приобрёл здесь землю и жил до своей смерти 17 июля 1824 года.
Акбашев Рашит Шагабутдинович -  советский и российский врач, государственный деятель, главный врач курорта Янган-Тау (1962—1994), заслуженный врач Российской Федерации (1993). Народный депутат РСФСР (1990).